# Милош Радојчић (лекар)
Милош Радојчић (Ириг, 1820 — Земун, 29. јула 1879) био је српски лекар, писац и публициста.

## Биографија и каријера
Рођен је у Иригу, његов отац Каралампије био је свештеник. У Иригу је завршио основну школу, а после тога отац га је одвео у Карловце где је завршио шест разреда гимназије, након чега је довршио седми и осми разред у Сегедину. Медицину је завршио у Пешти, где је 1847. промовисан за доктора медицине.
Одмах након завршеног образовања настанио се у Панчеву где је започео своју каријеру као лекар. У Панчеву је у то време радио и Константин Пејчић, са којим се Милош спријатељио. Овде их је обојицу затекла револуционарна 1848. година и обојица су се придружили народном покрету, на челу са патријархом Рајачићем.
Када је те године сазван сабор у Карловцима Милош је изабран за посланика у свом родном Иригу. На овом сабору су за секретаре између осталих били изабрани и Ливије Радивојевић и сам Милош Радојчић. Радојчић је био и записничар на другој, трећој, четвртој и петој седници ове народне скупштине. 
По проглашењу Српске Војводине Милош Радојчић је позван да у војсци преузме санитетски ресор. Генерал Стратимировић га је 19. јуна 1848. позвао у Карловце и поверио му организацију војних болница у Карловцима, Иригу, Сентомашу, Чуругу и другим местима у Војводини. Милош је савесно обављао свој задатак и успео је да спречи ширење колере и грознице, које су се после рата појавиле. После ових успеха исте године 20. октобра буде од војводе Шупљикца и патријарха Рајачића именован за шефа санитета Српске Војводине. Идуће године ушао је и у политичко веће Српске Војводине. У декрету од 4. фебруара 1849. године назива се Радојчић совјетником по струци политическој правитељства војводине Србске. Дерет је потписао сам патријарх Рајачић. 
Када се револуција угасила Милош Рајачић се враћа у Панчево и наставља рад у својој пракси. Наредне 1850. године прелази у Земун, где га је ратно министартсво у Бечу именовало за доктора војног комитета Земуна. За заслуге у пољу здравства у време ратних година 1848-1849. добио је и царско признање. У Земуну се 1855. године оженио Маријом Критовац из Руме и са њом добио сина Косту, који ће такође бити лекар у Земуну и ћерку Јелену. 
Године 1861. и 1865. био је биран за сабор у Карловцима, а 1872. одликован је витешким крстом ордена Фрање Јосифа. 
Милош Радојчић се није бавио само медицином већ и књижевношћу, а посебно је уживао у писању песама. Године 1843. написао је песму Српска зора и која се штампала у Будиму. Исте године када је умро Димитрије Крестић архимандрит манастира Крушедол, Радојчић му је написао посмртну оду, која је такође штампана. Бавио се и природним наукама, па је тако написао Кратки преглед чудних промени наше земље, а осим геологије бавио се и историјом, нарочито римском. Посебну је пажњу поклањао историји Земуна и прикупио је доста историјске грађе о њему. Његова историјска расправа о Земуну изашла је у Граничару, листу Јована Павловића, под насловом Црте из повеснице Срема с обзиром повеснице вароши Земуна. По обиму она обухвата историју Земуна од доба настанка места у време Римљана, а завршава се битком на Сенти 1697. године. Могло би се рећи да је Радојчић био први историчар земунски који је ставио акценат баш на Земун.
Из медицине писао је Кратко поученије о колери 1848. године док је био шеф санитета Српске Војводине и овај рад се бесплатно делио народу, како би се епидемија сузбила. Осим тога у Земуну је више пута држао предавања о хигијени и алкохолизму. Мимо тога, написао је и једну политичку књижицу Глас једног Србина о војводству српском, која је у оно време због своје слободоумности била сензација. У каснијем период писао је Радојчић још текстова у политичким и забавним листовима и то понајвише на тему хигијене и историје.
Јако се залагао за унапређивање самог Земуна, посебно за оснивање трговачке школе, која ће после његове смрти и бити основана. Такође, био је и међу оснивачима прве грађанске читаонице у Земуну. Био је велики поштовалац Вука Караџића и Бранка Радичевића, са којима се увек виђао када би дошли у Земун. Делио је исте идеале о идеје као и они.
Др Милош Радојчић умро је у Земуну 29. јула 1879. године.